# Gara Băilești
Gara Băilești este o gară din Băilești, județul Dolj, Oltenia, România. Aceasta se află pe calea ferată Craiova-Calafat. De aici se mai poate ajunge în Vidin, Bulgaria trecând Podul Calafat-Vidin.

## Legături externe
- Linia ferată din România unde 100 de km sunt parcurși în trei ore și jumătate